# アントーニョ・カルロス・ゴメス
アントーニョ・カルロス・ゴメス（Antônio Carlos Gomes, 1836年7月11日 - 1896年9月16日）は、19世紀ブラジルを代表するオペラ作曲家。
ブラジル帝国のサン・カルロス村（現在はサンパウロ州カンピーナスの一部）の出身。父親は楽長のマヌエル・ジョゼ・ゴメス（Manuel José Gomes）、母親はファビアーナ・マリーア・ジャグアリ・カルドーゾ（Fabiana Maria Jaguari Cardoso）。幼児期から音楽的な傾向を示し、やがて父親や兄ジョゼ・ペドロ・デ・サンターナ・ゴメス（José Pedro de Sant'Ana Gomes）に励まされる。兄ジョゼ・ペドロもやはり指揮者であり、ゴメスの音楽活動に対して献身的な指導者・助言者の役割を果たした。兄の説得でゴメスはブラジル宮廷を訪れ、皇帝ドン・ペドロ2世の庇護を受ける。ペドロ2世は、ブラジルの芸術家や知識人の活動に興味があることで有名で、このためゴメスはリオデジャネイロ音楽院で専門教育を受けられることになった。
優等で音楽院を修了すると、最初の歌劇《城の夜 A Noite do Castelo 》を上演する（1861年9月）。それから2年後の2作めの歌劇《フランドルのファナ Joana de Flandres 》は「第1作より勝れている」との評判をとった。この2作の成果によって、ドン・ペドロ2世より奨学金を下賜され、1864年にイタリア留学が可能になった。ミラノ音楽院に入学するが、通常4年かかるところを3年間の在籍で卒業し、マエストロの称号を授与された。
真にブラジル的な主題によるオペラ作曲への興味から、次回作では、ブラジルの作家ジョゼ・デ・アレンカール（José de Alencar）によるロマンス小説『グワラニー族 O Guarani』を主題に選んだ。これはブラジルの先住民を主題にしたオペラで、1870年5月にスカラ座において、《グワラニー族の男 Il Guarany》の名で初演された。この作品は、とりわけ厳格な評論家でさえ、ゴメスの名は、ロッシーニやヴェルディのようなヨーロッパの巨匠と比較してみせた。イタリア王ヴィットーリオ・エマヌエーレ2世はゴメスを叙勲した。熱狂の時期が落ち着くと、ゴメスはブラジルに帰国し、《グワラニー族》のリオデジャネイロ初演を果たす。本国でもイタリアと同様の成果を収めた。
イタリアに戻って、ミラノ音楽院在学中に出逢ったイタリア人ピアニスト、アデリーナ・ペーリと結婚。アメリカ合衆国独立100周年記念の頌歌《ブラジルからの挨拶 Il saluto del Brasile 》は、1876年7月19日にフィラデルフィアで上演された。
1883年に再びブラジルに帰国。訪問先のあらゆる都市で表彰を受けた。イタリアに戻ると、友人の黒人技師アンドヘ・ヘボウサス（André Rebouças）の提案を容れ、ブラジルにおける黒人奴隷の解放運動に霊感を得て、奴隷制反対のオペラの作曲に打ち込んだ。これが《奴隷》であったが、数年がかりでやっと1889年に完成した。
ブラジルの帝政が倒され、共和政が樹立すると、ゴメスは折りしもカンピナスに滞在中だったにもかかわらず、イタリアに向かって出航してしまう。ペドロ2世への忠誠心から、デオドロ・ダ・フォンセカ大統領による共和国国歌作曲の依頼を拒否した。その後は歌劇《コンドル》と、新大陸発見400周年記念カンタータ《コロンブス》（1892年）を作曲。
パラ州知事の招きで、同地の音楽院の院長に就任すべく州都ベレン（Belém）を訪ね、喜んで打診に応じたが、ブラジル上陸後に高齢から来る健康の衰えのため、1896年9月16日に急死した。
8つのオペラのほかに、3巻の歌曲集、合唱曲、ピアノ曲を残している。

## 主要作品一覧
- コンセイサンの聖母のミサ（青年期の習作）
- 城の夜 Noite do Castelo (1861年リオデジャネイロ)
- フランドルのフアナ Joana de Flandres (1863年リオデジャネイロ)
- グワラニー族 Il Guarany (1870年ミラノ)
- フォスカ Fosca (1873年ミラノ作曲、1878年ミラノ改訂、1890年再改訂)
- サルヴァトール・ローサ Salvator Rosa (1874年ジェノヴァ)
- メアリー・テューダー  Maria Tudor (1879年ミラノ)
- 奴隷  Lo Schiavo (1889年リオデジャネイロ)
- コンドル Condor (1891年ミラノ)

## 評伝・外部リンク・参考書籍など
- Brazilian National Library Virtual Archives
- Baker's Biographical Dictionary of Musicians, 8th ed., s.v. "Antonio Carlos Gomes."
- Góes, Marcus: Carlos Gomes A Forca Indomita; Secult, Para, 1996
- Kaufman: Annals of Italian Opera: Verdi and his Major Contemporaries; Garland Publishing, New York and London, 1990.
- Vetro, Gaspare Nello: Antonio Carlos Gomes; Nuove Edizione, Milano, 1977
- Vetro, Gaspare Nello: Antonio Carlos Gomes Il Guarany, Parma, 1996
- Vetro, Gaspare Nello: A. Carlos Gomes Carteggi Italiani, Parma, 2002
- アントーニョ・カルロス・ゴメスの楽譜 - 国際楽譜ライブラリープロジェクト